# مطار الثورة

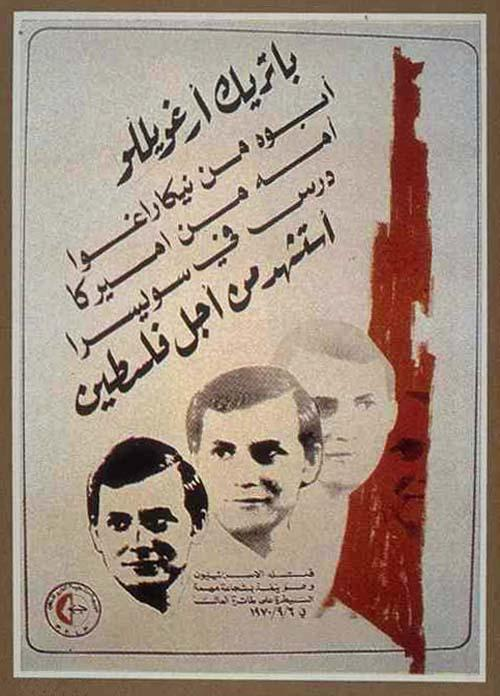
منشور دعائي للجبهة الشعبية لتحرير فلسطين ينعي باتريك أرغيلو

مطار الثورة أو مطار داوسون فيلد هو مطار قديم أو مهبط للطائرات كان يستخدمه البريطانيون في الحرب العالمية الثانية تحت اسم مطار داوسن، يقع المطار في المملكة الأردنية الهاشمية في الطريق الواصل بين الزرقاء والأزرق خلف معسكر شويعر الأردني. سبب شهرته حادثة خطف الطائرات من قبل فدائيي الشعبية لتحرير فلسطين والذي أدى إلى اجتماع طارئ لمجلس الامن التابع لمجلس الامم المتحدة وإصدار قرار 286 والطلب بالإفراج عن جميع المحتجزين.

## العملية الأساسية
سيطر مسلحون تابعون للجبهة الشعبية لتحرير فلسطين في 6 ايلول عام 1970على طائرة من طراز بوينغ707 التابعة لشركة تي دبليو إيه وعلى طائرة من طراز دي سي8 التابعة لشركة سويس إير وتم إجبار طائرة بان أمريكان على التوجه إلى القاهرة بعد هبوطها في بيروت وتم الإفراج عن جميع الركاب ثم تم تفجير الطائرة. أما الطائرتين بوينغ 707 ودي سي8 أجبرتا على الهبوط في مطار الثورة.
وتعرضت طائرة رابعة لمحاولة خطف وهي الطائرة التابعة لشركة طيران إل عال الإسرائيلية لكن الحراس الإسرائيليين قتلوا مسلحاً فلسطينياً وحجزوا زميلته ليلى خالد وتم الهبوط في مطار هيثرو البريطاني في لندن وتم تسليم ليلى خالد للشرطة الإنجليزية. تم مقايضة الإفراج عن ليلى خالد وجثة زميلها النيكاراغوي باتريك أرغيلو مقابل طائرة تم خطفها مع ركابها البريطانيين في 9 أيلول من نفس العام.
وبعد تشكيل حكومة أردنية جديدة برئاسة وصفي التل ارتفعت حدة التوتر بين الفلسطينيين والأردنيين بسبب أزمة الطائرات الثلاث المحتجزة.

## عملية الإفراج
أفرجت الجبهة الشعبية في 29 أيلول عن الرهائن بوساطة مصرية، وبعد مغادرة الرهائن انفجر الموقف بين الأردنيين والفلسطينيين وهاجم الجيش الأردني مركز الفدائيين بالدبابات والمدفعية وكانت هذه بداية حملة طويلة لإنهاء الثورة ومطارها، وانتهت الحملة بطرد الفدائيين من معاقلهم في جرش وعجلون عام 1971.

## موقف منظمة التحرير
شكلت عملية الإختطاف حالة إرباك للقيادة الفلسطينية التي حرصت على عدم إعطاء الفرصة للمتأمرين للإستفادة من موقف الرأي العام المعارض للعملية، ومع ذلك إقتضى إصدار بيان من اللجنة المركزية لمنظمة التحرير الفلسطينية حول عملية الإفراج عن الرهائن لدى الجبهة الشعبية. ووضحت اللجنة المركزية في قرارات البيان إن الدوافع انسانية للمحافظة على حياة جميع الركاب وتقديم الرعاية لهم.

## نص البيان
نص البيان الذي أصدرته منظمة التحرير الفلسطينية على:
- نقل جميع الركاب إلى عمان.
- الإفراج عن جميع الركاب من مختلف الجنسيات، بإستثناء الإسرائيليين ذوي الصفة العسكرية بعد صدور تصريح رسمي من الحكومات الأجنبية بالتعهد بإطلاق سراح الفدائيين الفلسطينيين والموقوفين في ألمانيا الغربية وسويسرا وبريطانيا.
- الإفراج عن الطائرات الثلاث وملاحيها حال وصول الفدائيين المذكورين أعلاه إلى الأردن أو أي بلد عربي، بالإضافة إلى جثة الشهيد النيكاراغوي.
- الإحتفاظ بالركاب الإسرائيليين ذوي الصفة العسكرية في عمان ريثما يتم التوصل إلى إتفاقية في المحادثات الجارية مع الصليب الأحمر من أجل أن تفرج السلطات الإسرائيلية عن العدد الذي يتم الإتفاف عليه من الفدائيين والفدائيات المسجونين في السجون الإسرائيلية ووصولهم الى الأردن.
- يقوم الهلال الأحمر الفلسطيني بمشاركة الجبهة الشعبية لتحرير فلسطين في المباحثات الجارية مع الصليب الأحمر الدولي.

## نص بيان الجبهة الشعبية
بعد رفض أمريكا لمطالب الجبهة الشعبية قامت الجبهة بتفجير الطائرات مما أدى إلى ازدياد حالة الإرباك في الساحة الفلسطينية وعليه أصدرت الجبهة بيانها لتبرر عملية التفجير وجاء فيه:
استجابة للدوافع الإنسانية تعلن الجبهة الشعبية لتحرير فلسطين أنها قامت بإخلاء الطائرات الثلاث وإخلاء سبيل ركابها ما عدا الركاب من الجنسية الإسرائيلية والأمريكية والسويسرية والألمانية وعددهم 40 راكباً والذين بقوا محتجزين لدى الجبهة بعضهم برهن التحقيق والباقي رهائن مقابل أسرى الثورة الفلسطينية في كل من إسرائيل وسويسرا وألمانيا وبريطانيا. وإن الجبهة الشعبية لتحرير فلسطين عندما قامت بهذه العملية وغيرها من العمليات كانت تمارس الطريق الوحيد المتاح لديها لإطلاق سراح ثوارها في السجون الإسرائيلية وكانت حريصة كل الحرص على عدم إيذاء الركاب المدنيين. ونعلن أننا دمرنا الطائرات الثلاث اليوم على أرض مطار الثورة لنؤكد أننا سنظل سائرين غلى درب النضال الطويل في تجسيد الخطوط الإستراتيجية ضد إسرائيل والإمبريالية.

## موقف أمريكا واسرائيل
مارست أمريكا الضغوطات على حكومة سويسرا كي تتراجع عن قبولها إخلاء سبيل الثوار الفلسطينيين من سجونها مقابل الطائرة السويسرية وركابها، كما مارست الضغط لدفع الأمور بإتجاه تعريض حياة الركاب للخطر وتوجيه الأمور نحو تدمير الطائرات بمن فيها، كما ضغطت الحكومة الإسرائيلية على بريطانيا وألمانيا وعملت على شن حملة إعلانية كبرى استهدفت تشويه صورة نضال الجبهة وتصويره باللاانساني وعدم الإهتمام بسلامة الركاب أبداً. إلا أن الجبهة فوتت الفرصة عليهم وقامت بإخلاء سبيل كافة النساء والأطفال والمرضى تدريجياً فور وصول الطائرات إلى مطار الثورة، كما نقلت الركاب المشتبه بهم والرهائن إلى أماكن بظروف حياتية أفضل.

## تجميد عضوية الجبهة
بعد أن أقدمت الجبهة الشعبية على تفجير الطائرات، وجدت اللجنة المركزية لمنظمة التحرير نفسها في مأزق والذي فرض عليها إدانة الإجراء واتخاذ إجراء قرار بتجميد عضوية الجبهة في اللجنة المركزية.

## وصلات خارجية
- السادس من أيلول 1970 / ليلة خطف الطائرات